# Romski feminizam
Romski feminizam ili Ciganski feminizam je feministički trend koji promiče ravnopravnost spolova, borbu protiv društvenih nejednakosti i obranu integracije žena u različite pokrete u društvu, čineći te procese kompatibilnima s očuvanjem kulture i vrijednosti romskog naroda.
Romska etnička skupina je kroz povijest bila prezirana i proganjana od strane različitih društava zbog svojih posebnosti. Ipak, to je jedna od najvećih manjina na svijetu. Mnoge skupine još uvijek čuvaju karakterističnu kulturu, s vlastitim jezikom, tradicijom ili običajima, gdje je obitelj i solidarnost među članovima od velike važnosti.
Romski feminizam karakterizira borba za prevladavanje predrasuda i razlika kako prema romskom društvu tako i prema ženama, uz stigmu povezanu sa siromaštvom.

## Španjolska
Početak romskog feminističkog pokreta u Španjolskoj započeo je 1990. godine, kada se pojavila prva udruga romkinja feministkinja u Granadi, Asociación de Mujeres Gitanas ROMI. Od tada su stvoreni mnogi drugi kolektivi diljem zemlje.
Jedan od najvećih izazova za romsku zajednicu je očuvanje romske tradicije i identiteta uz poštivanje odluka i sloboda žena. Ovaj feministički trend traži jednakost tražeći pravo na različitost.
Ova skupina najviše brani su pristup stanovanju, obrazovanje i vidljivost žena. Iako postoje i mnogi drugi, poput normalizacije seksualne raznolikosti.